# Пакаціан
Тиберій Клавдій Марин Пакаціан (лат. Tiberius Claudius Marinus Pacatianus, ? — близько 248) — римський узурпатор часів володарювання імператора Філіпа I.

## Життєпис
Про його родину немає відомостей. Служив в Дунайських легіонах в Мезії. Тут скористався невдоволенням місцевих легіонів проти імператора. У 248 році оголосив себе правителем й мав намір рушити на Рим. Разом з тим не зміг виявити військових здібностей у боротьбі з задунайськими племенами, які тоді ж атакували кордони Римської імперії. Незабаром Пакаціана було вбито власними легіонерами.